# منتزه بوت شومو

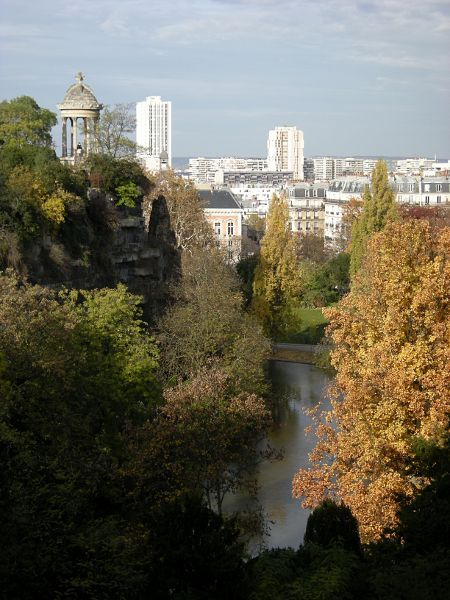
منتزه بوت شومو

 منتزه بوت شومو (باريس) (بالفرنسية: Le parc des Buttes-Chaumont) أو حديقة بوت شومو هي حديقة عامة تقع في الشمال الشرقي من باريس، فرنسا، في الدائرة التاسعة عشرة في باريس.
مساحتها حوالي 25 هكتارا، وهي واحدة من أكبر المساحات الخضراء في باريس. افتتحت في عام 1867 خلال السنوات الأخيرة من عهد نابليون الثالث، وهو تجسيد للمهندس جان شارل الفان. وهي حديقة على الطريقة الإنجليزية حيث تقلد المناظر الطبيعية الجبلية: الصخور والمنحدرات والجداول والشلالات والكهوف، والمراعي، وشرفات المراقبة.
وهي تعتبر كأحد المعالم السياحية والمواقع الأثرية في باريس.

## التاريخ

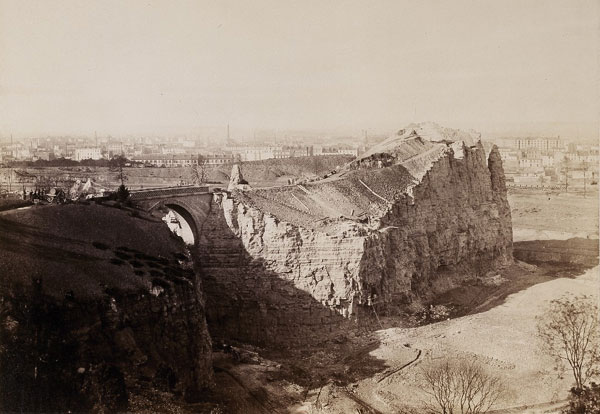
كان المنتزه مقلعاً للحجارة في السابق قبل أن يصبح حديقة

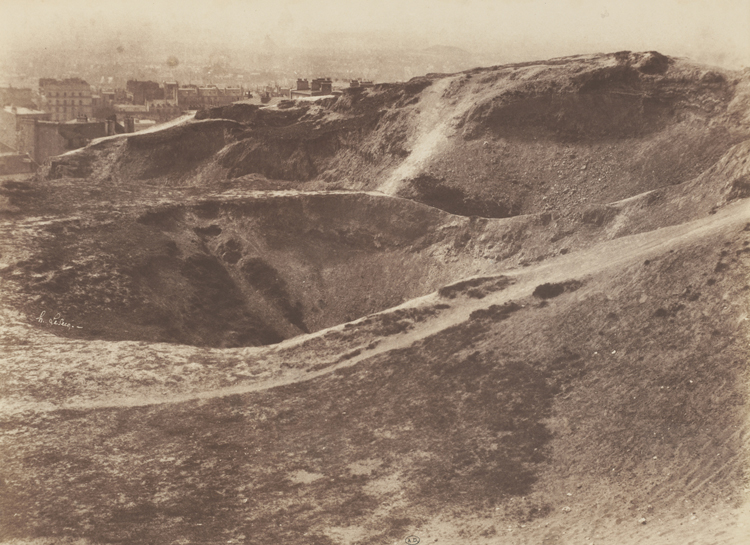
ماقبل الحديقة

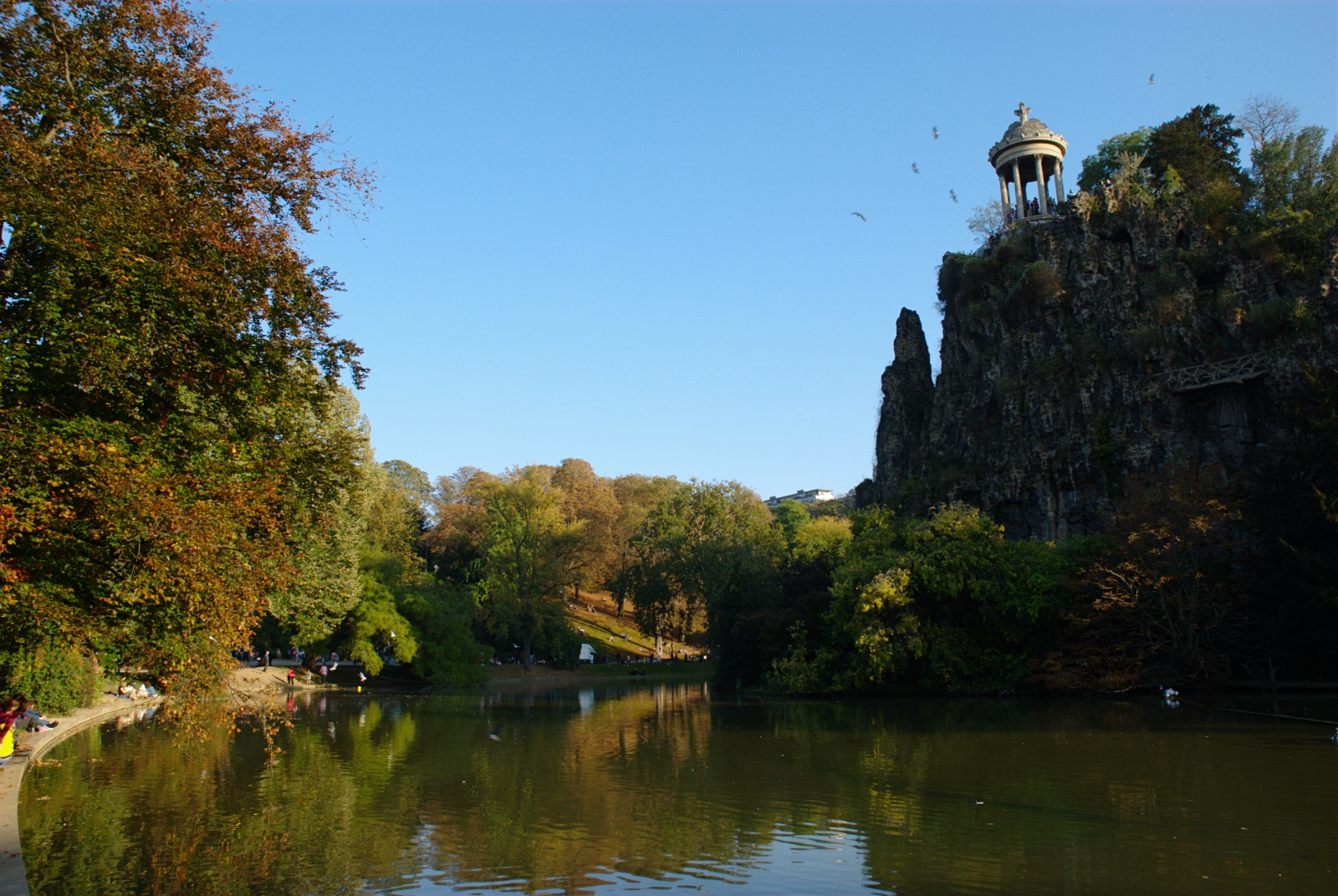
الصورة من الأسفل

موقع المتنزه

بعد الثورة الفرنسية، كان مكان هذا المنتزه قطعة أرض لحفر محاجر الجبس وأحجار البناء لتشييد المباني في باريس . وكانت أيضاً مركزاً لتصريف مياه الصرف الصحي . و كانت في ذلك الوقت في أراضي البلدية السابقة بيلفيل، استغلت حتى عام 1860، السنة اتي ضمت مدينة بيلفيل إلى مدينة باريس.

## حركة المياه فيها
تحتل الجزء السفلي من وسط الحديقة بحيرة بمساحة 1.5 هكتار وقطرها حوالي 150 متراً.
ويتم تغذية هذه البحيرة من قبل ثلاثة تيارات تنحدر من سفوح الحديقة، الأولى من نوعها في الغرب، والثاني إلى الشرق والجنوب، هذا التيار الأخير تغذيها حوض لافيليت، يخترق كهف الحديقة على شكل شلال اصطناعي بارتفاع نحو 32 متراً.

## معرض صور

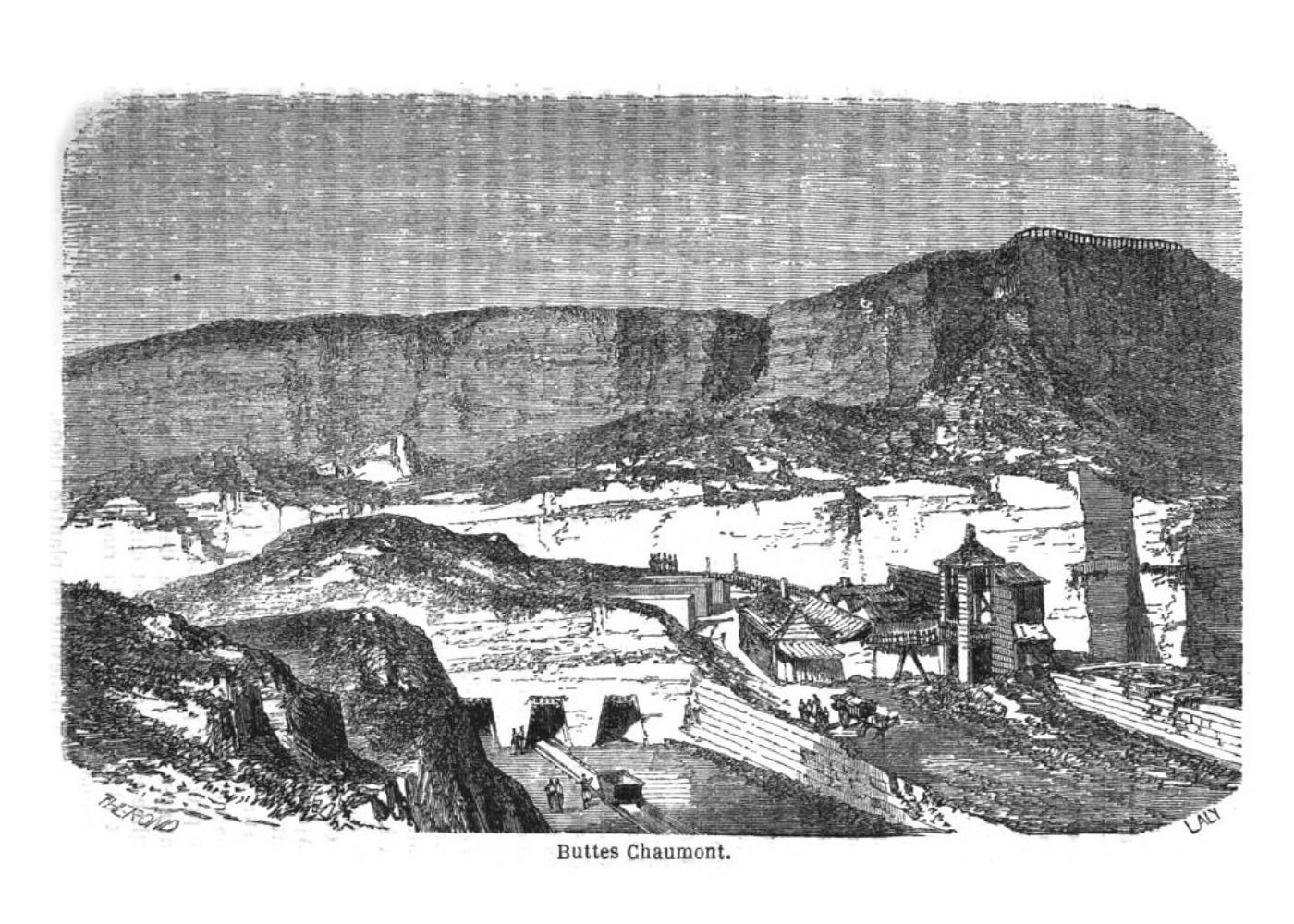
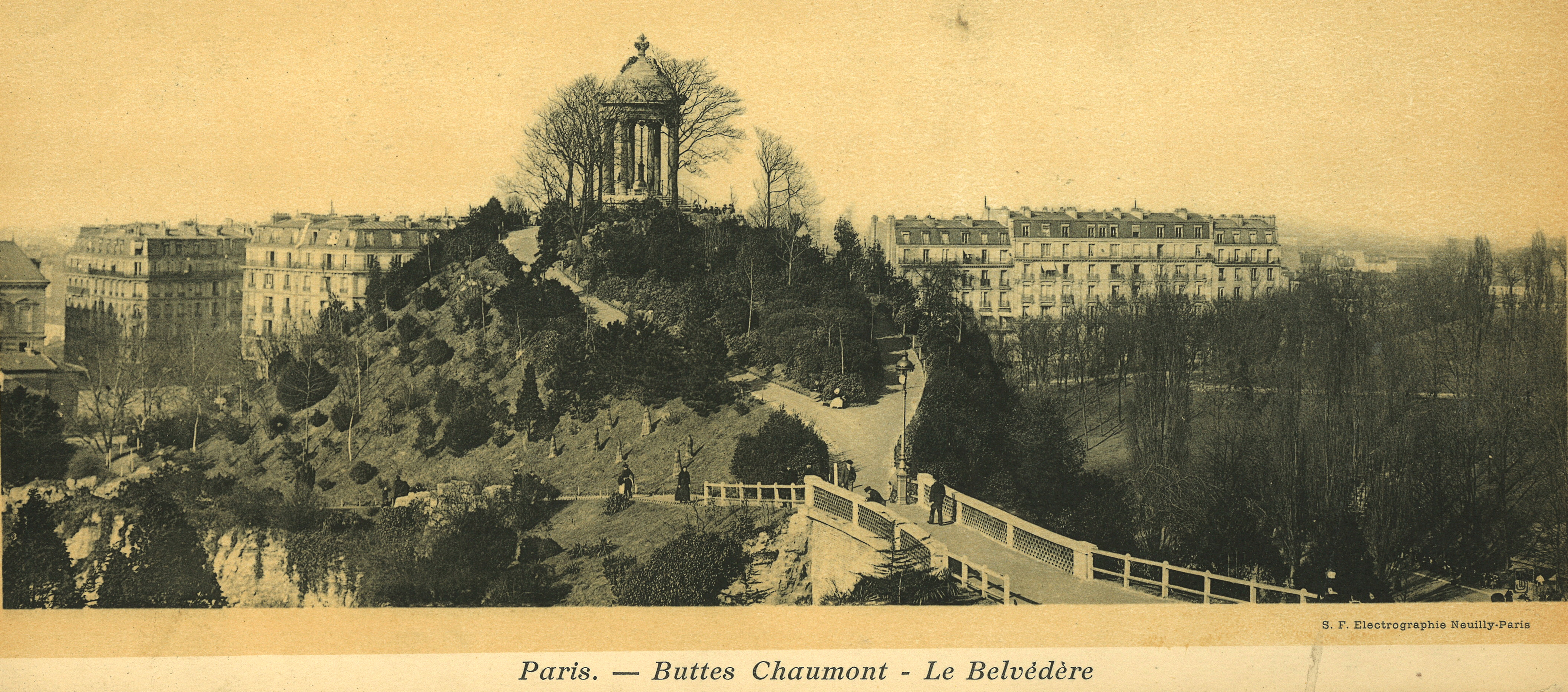
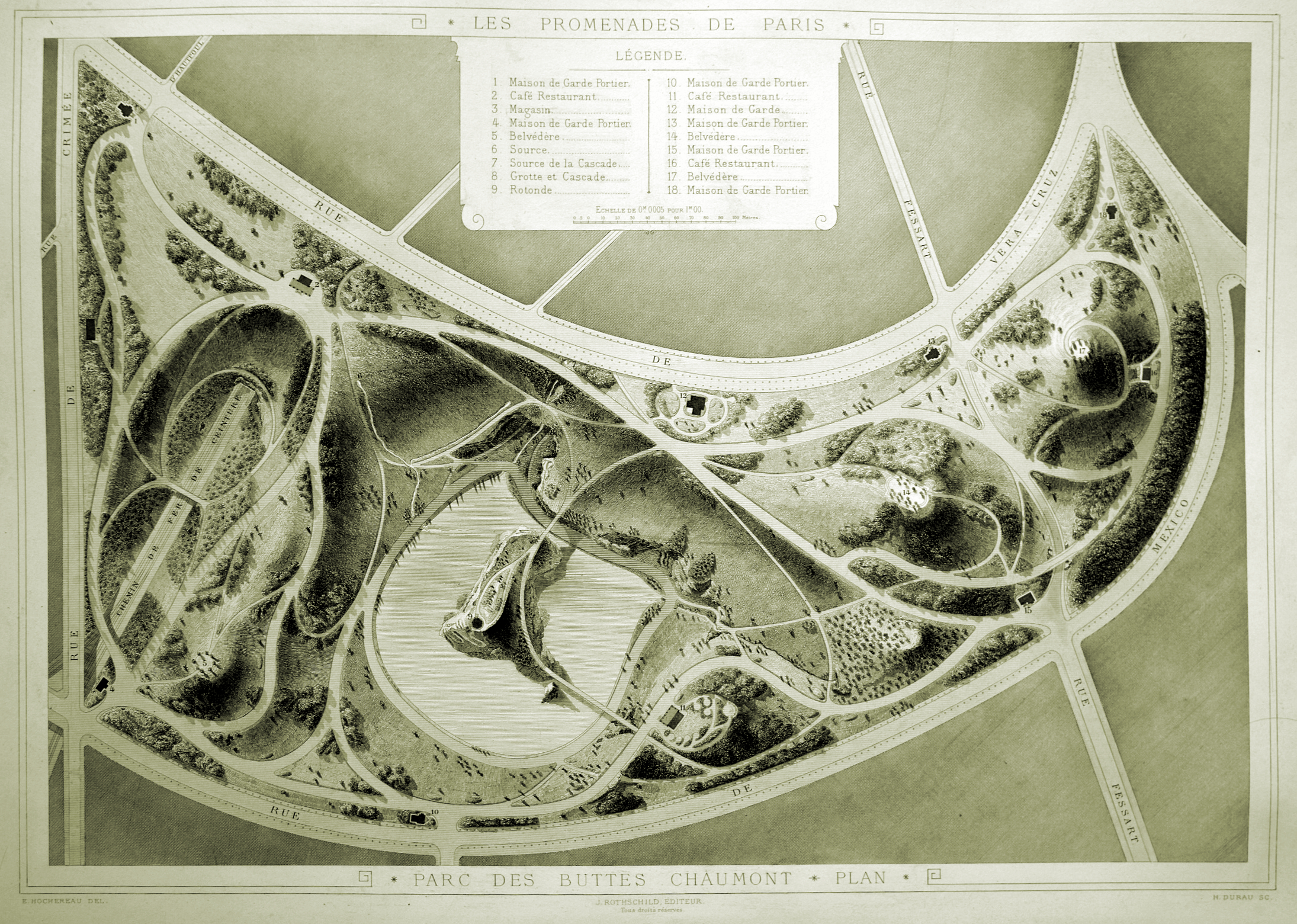
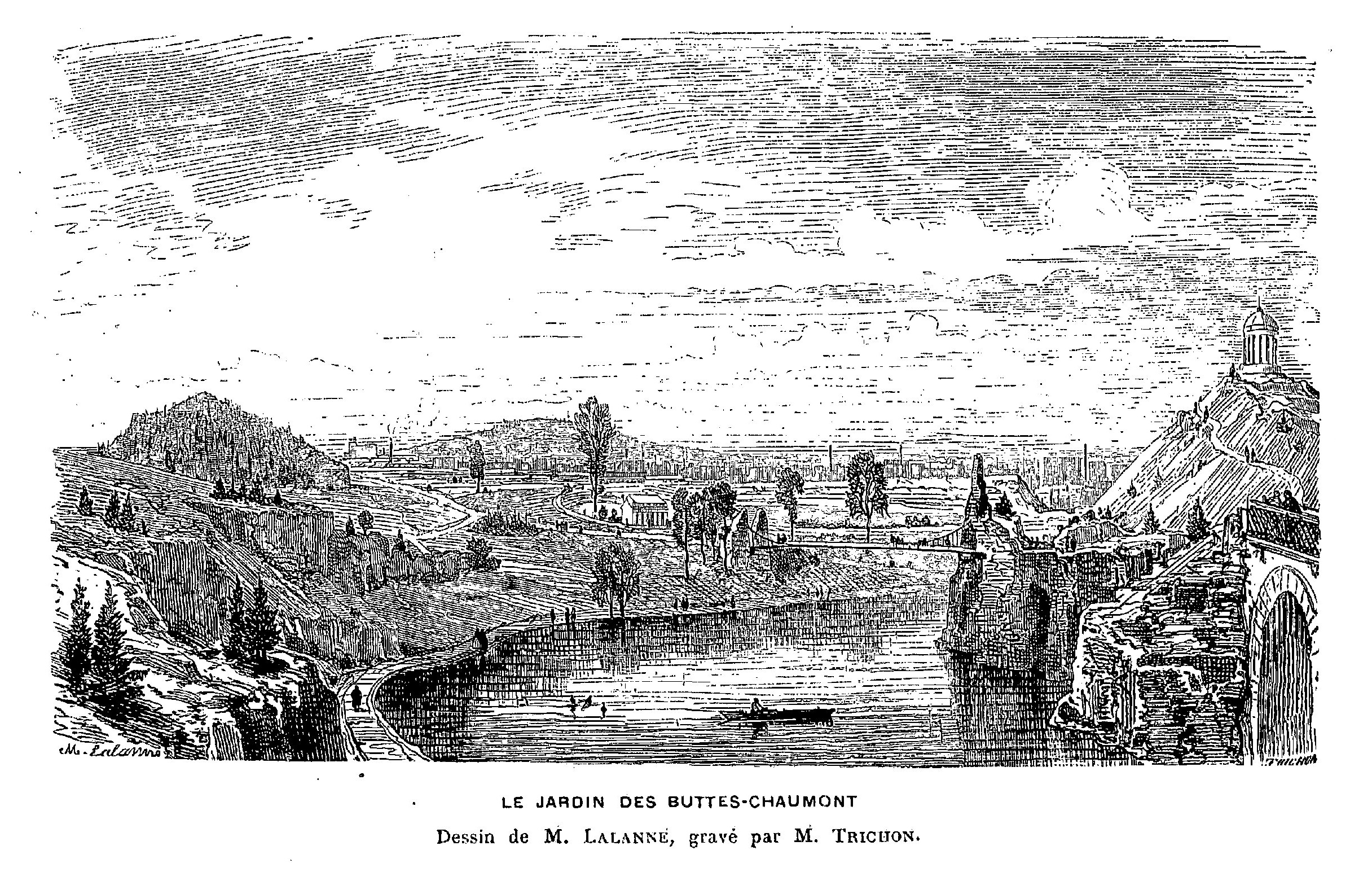
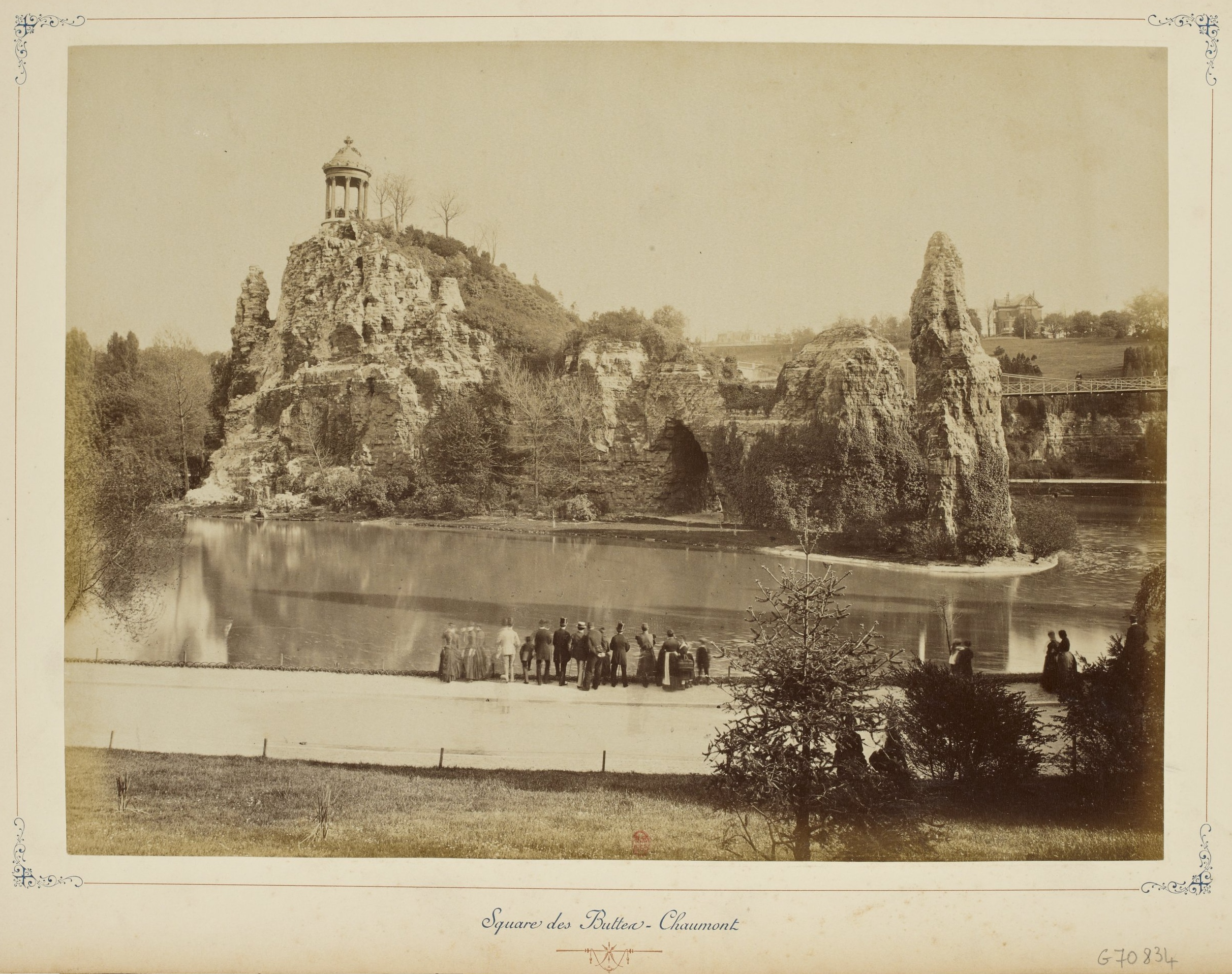